# El Huastequillo
El Huastequillo är en ort i Mexiko.   Den ligger i kommunen El Mante och delstaten Tamaulipas, i den centrala delen av landet, 400 km norr om huvudstaden Mexico City. El Huastequillo ligger 85 meter över havet och antalet invånare är 130.
Terrängen runt El Huastequillo är huvudsakligen platt, men västerut är den kuperad. Runt El Huastequillo är det ganska tätbefolkat, med 60 invånare per kvadratkilometer. Närmaste större samhälle är Ciudad Mante, 6,0 km norr om El Huastequillo. Omgivningarna runt El Huastequillo är en mosaik av jordbruksmark och naturlig växtlighet.